# Trey Edward Shults
Trey Edward Shults, född 6 oktober 1988 i Montgomery i Texas, är en amerikansk filmregissör, producent, manusförfattare och skådespelare. Han är mest känd för att vara regissör och manusförfattare på dramafilmen Krisha från 2015, den psykologiska skräckfilmen It Comes at Night från 2017, och dramafilmen Waves från 2019.

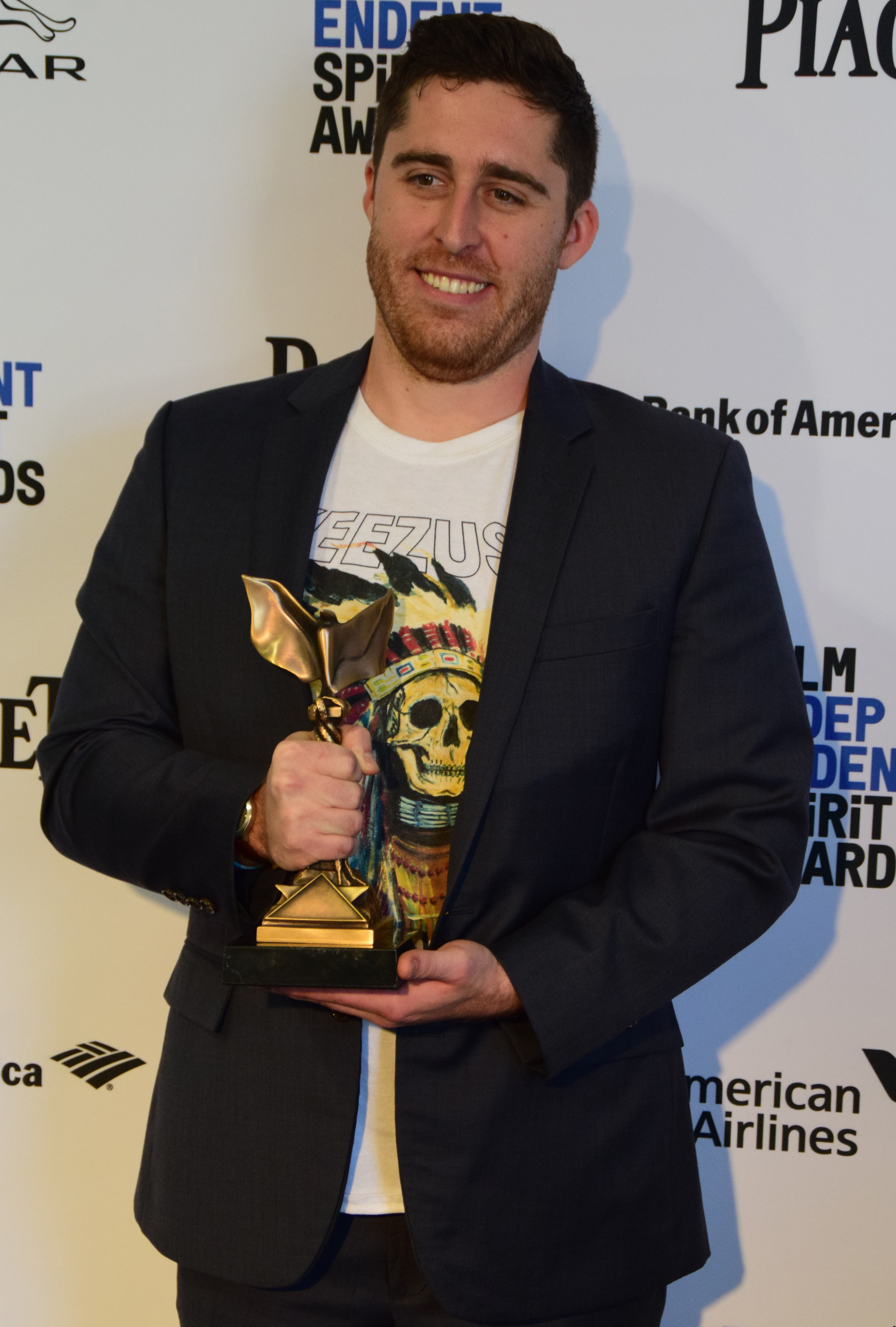
Trey Edward Shults på Independent Spirit Awards, den 27 februari 2016.

## Filmografi (i urval)
- 2015 – Krisha
- 2017 – It Comes at Night
- 2019 – Waves
- 2023 – Winning Time: The Rise of the Lakers Dynasty (TV-serie)
- 2025 – Hurry Up Tomorrow